# Megachile maurata
Megachile maurata är en biart som beskrevs av Mitchell 1936. Megachile maurata ingår i släktet tapetserarbin, och familjen buksamlarbin. Inga underarter finns listade i Catalogue of Life.